# Šumniki
Cette page contient des caractères spéciaux ou non latins. S’ils s’affichent mal (▯, ?, etc.), consultez la page d’aide Unicode.
Le terme šumniki désigne un ensemble de trois lettres utilisées en slovène : ‹ š ›, ‹ ž › et ‹ č ›. Le signe diacritique est le háček (mot d'origine tchèque).
| Lettre | Phonème | Se prononce ± comme | Valeurs Unicode 4.0/FR (nom, majuscule, minuscule)        |
| š      | ∫       | château             | Lettre majuscule/minuscule latine s caron, U+0160, U+0161 |
| ž      | ʒ       | gendre              | Lettre majuscule/minuscule latine z caron, U+017D, U+017E |
| č      | t∫      | tchèque             | Lettre majuscule/minuscule latine c caron, U+010C, U+010D |